# Arnhem
Arnhem (ejtsd: [árnem] vaɡy [árnhem], eredeti hollandul  [ˈɑrnɛm] vagy  [ˈɑrnhɛm]) város és község (hollandul gemeente) Hollandiában, Gelderland tartomány fővárosa.

## Földrajz

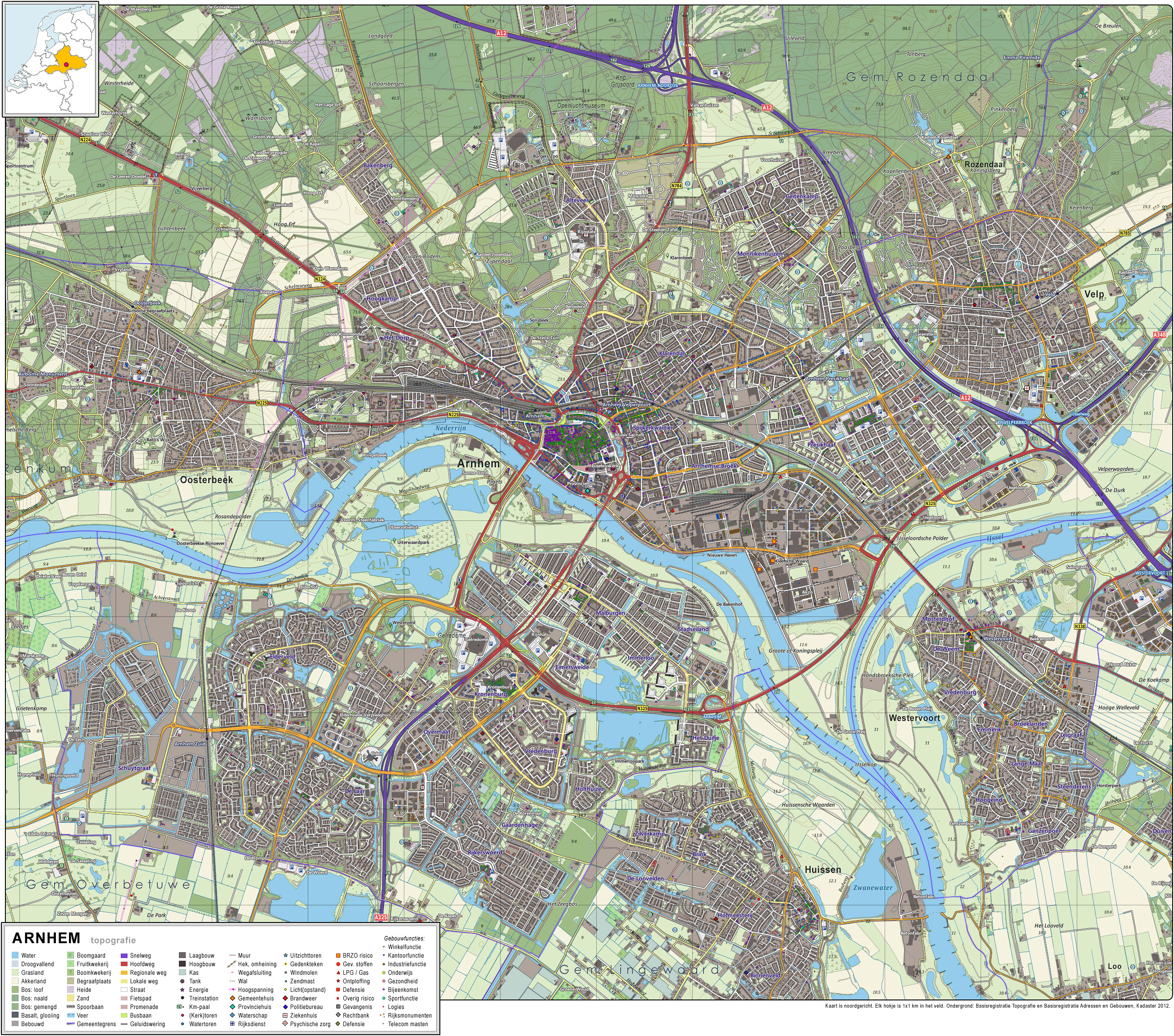
Arnhem térképe

A Holland-síkságon, az Alsó-Rajna (Nederrijn) nevű Rajna-ág partján fekszik Amszterdamtól kb. 80 km-re délkeletre. A város előtt ágazik ki az Alsó-Rajnából észak felé az IJssel Rajna-ág.

## Története
Első alkalommal 893-ban említik mint Arneym vagy Arentheym.  1672–1674 és 1795–1813 között a franciák foglalták el.
1944 szeptemberében az arnhemi csata során lerombolták, de újjáépült.

## Népesség
A város lakossága 150 000 fő. (2012. nov.)
| Lakosok száma | 9580 | 19 111 | 40 978 | 63 990 | 96 051 | 131 377 | 139 329 | 153 864 | 159 265 | 164 096 |
|               | 1815 | 1849   | 1879   | 1909   | 1947   | 1971    | 2000    | 2016    | 2019    | 2022    |

## Látnivalók
Az újjáépített város turistaközpont lett, nemzeti szabadtéri múzeummal, deszantmúzeummal, szafariparkkal.

## Gazdasági élet
Műselymet, elektromos cikkeket, hajókat gyártanak a városban.

## Híres emberek
- Itt született Bernard Wagenaar (1894–1971) holland hegedűművész, zeneszerző.

## Képek

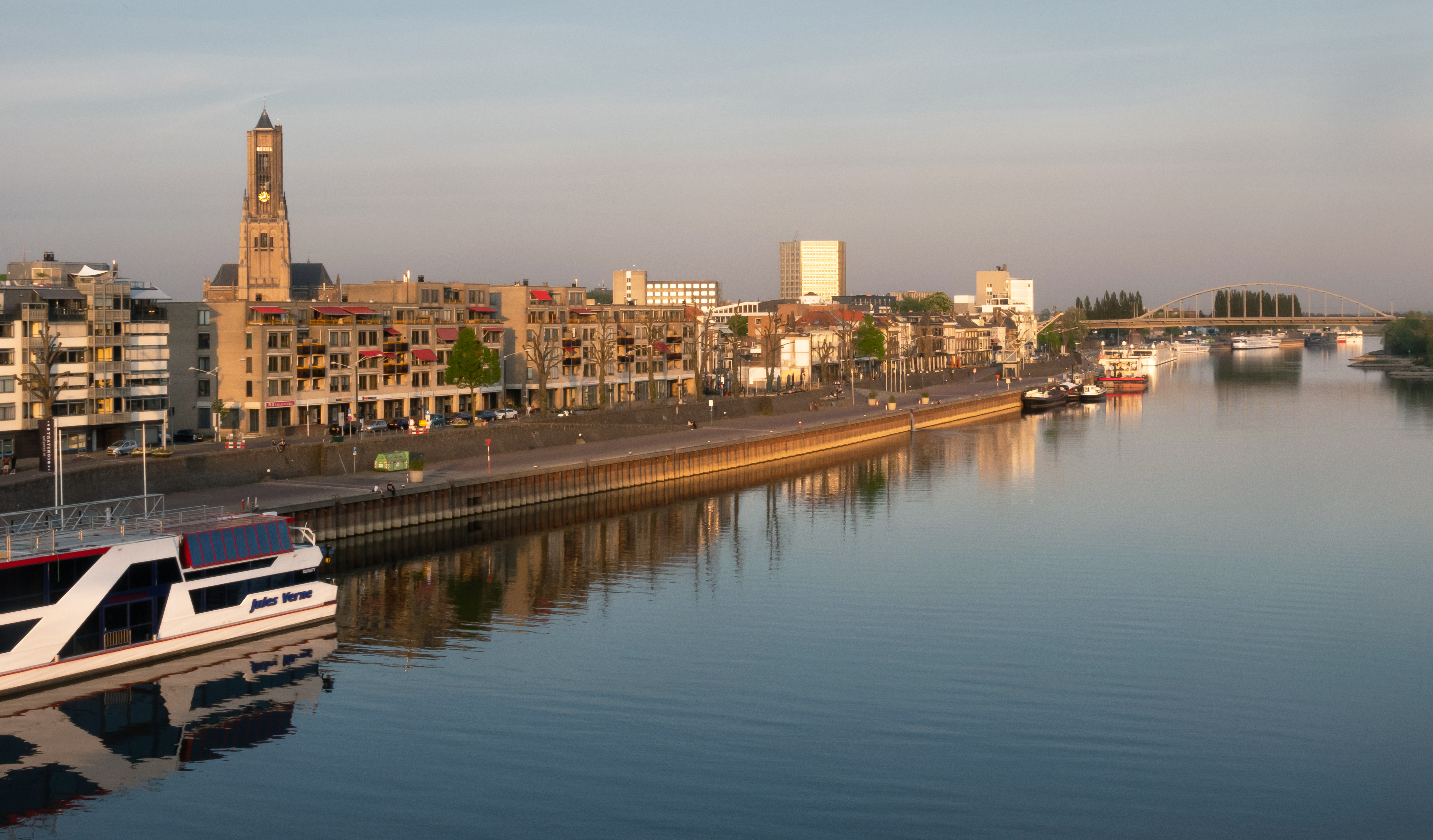
Folyópart
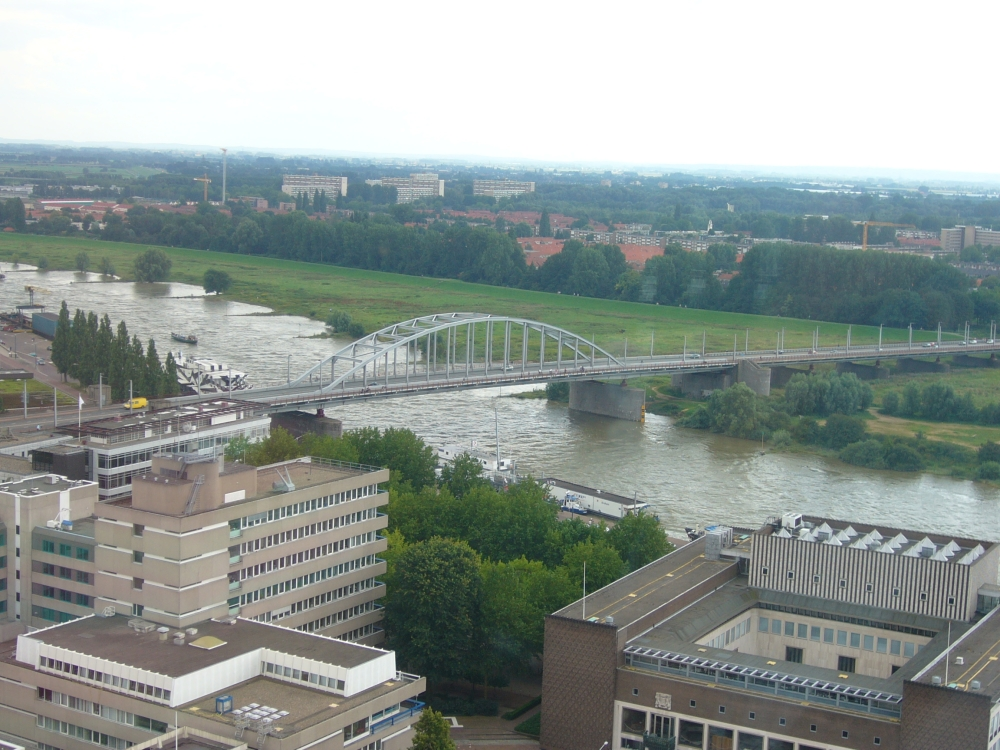
A John Frost híd az Alsó-Rajna fölött. Elődjéről szól az A híd túl messze van c. film
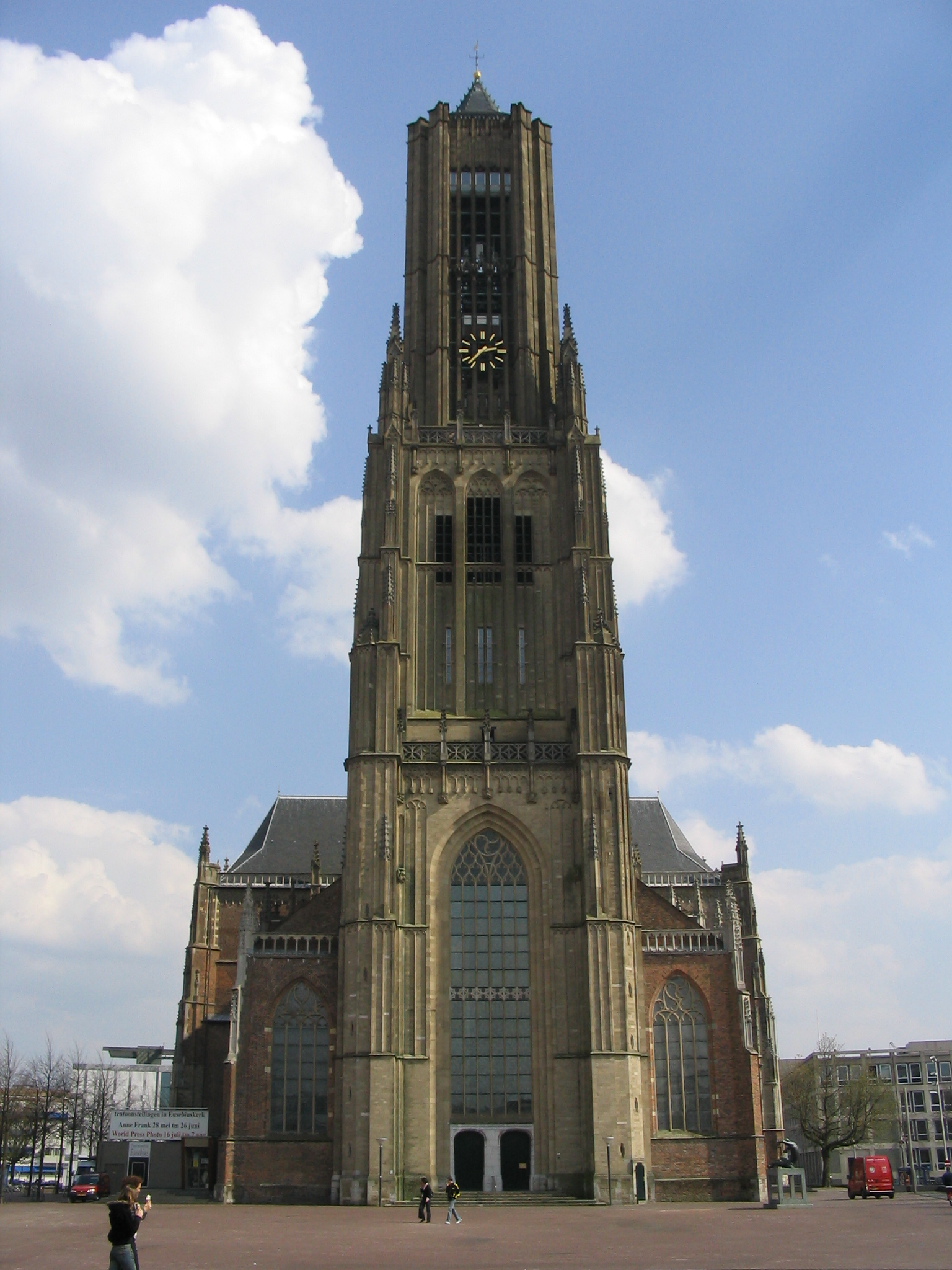
Szent Eusebius protestáns templom
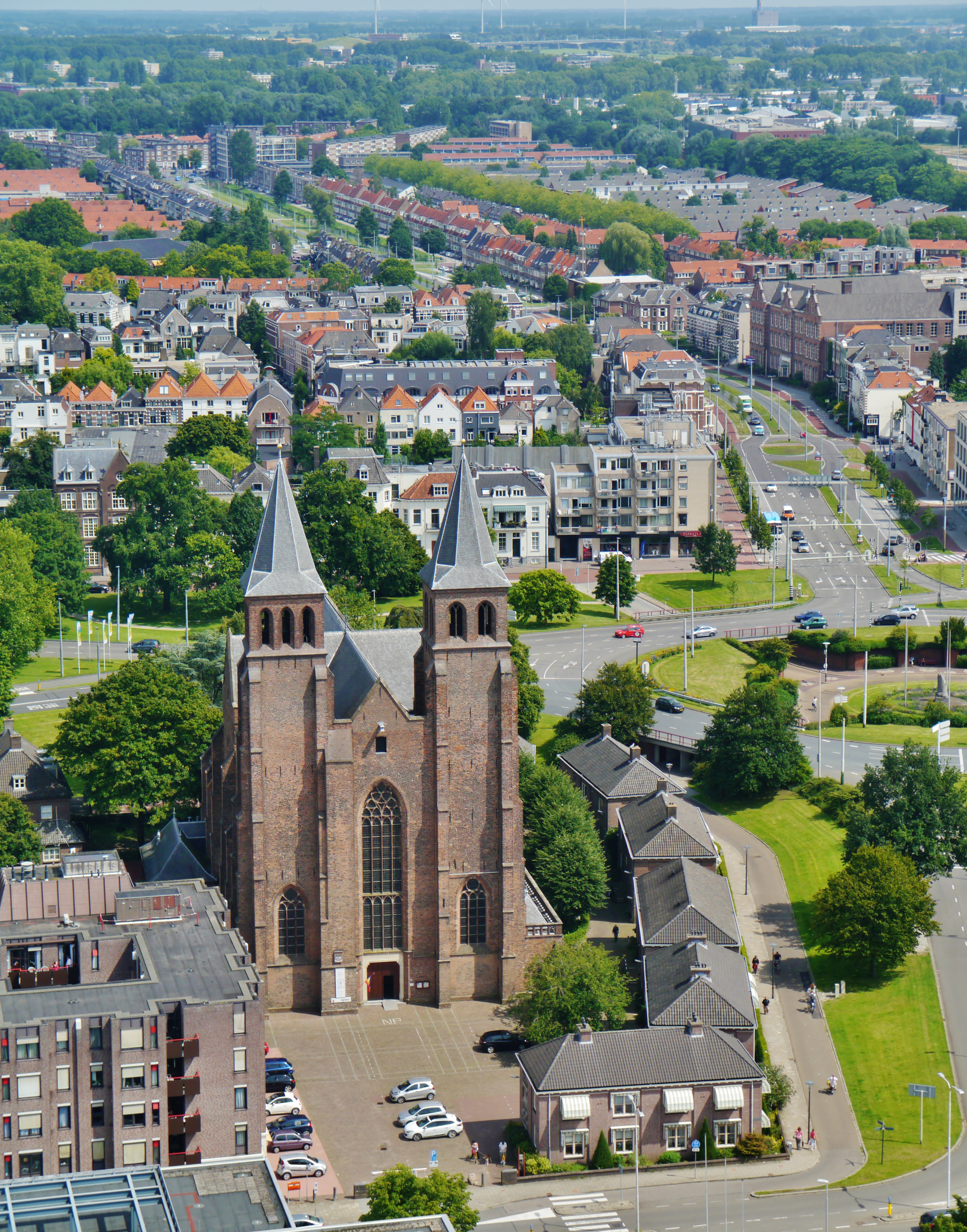
Szent Valburga-bazilika
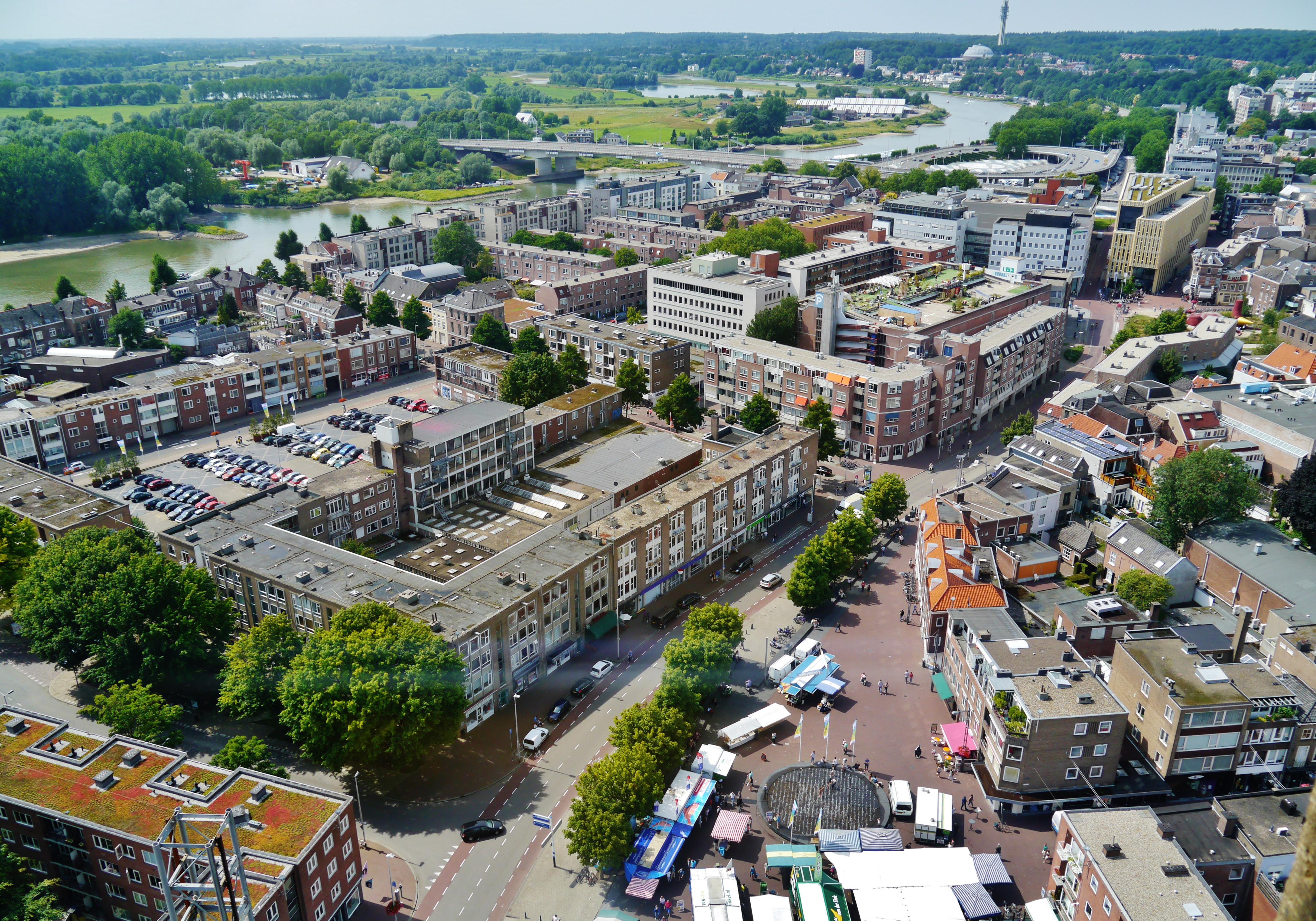
Panoráma a Szent Eusebius-templom tornyából, a háttérben a Nelson Mandela híd látható
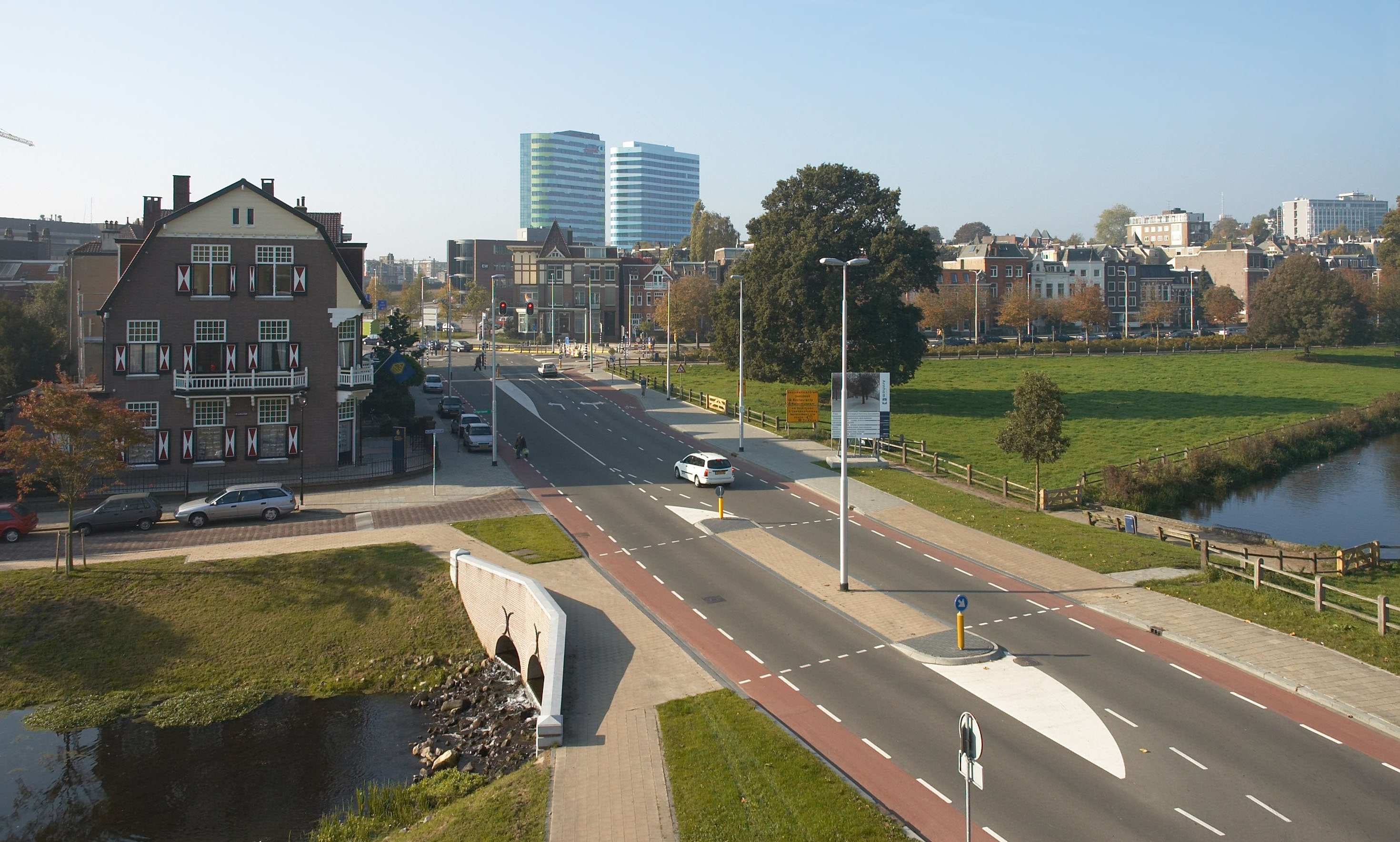
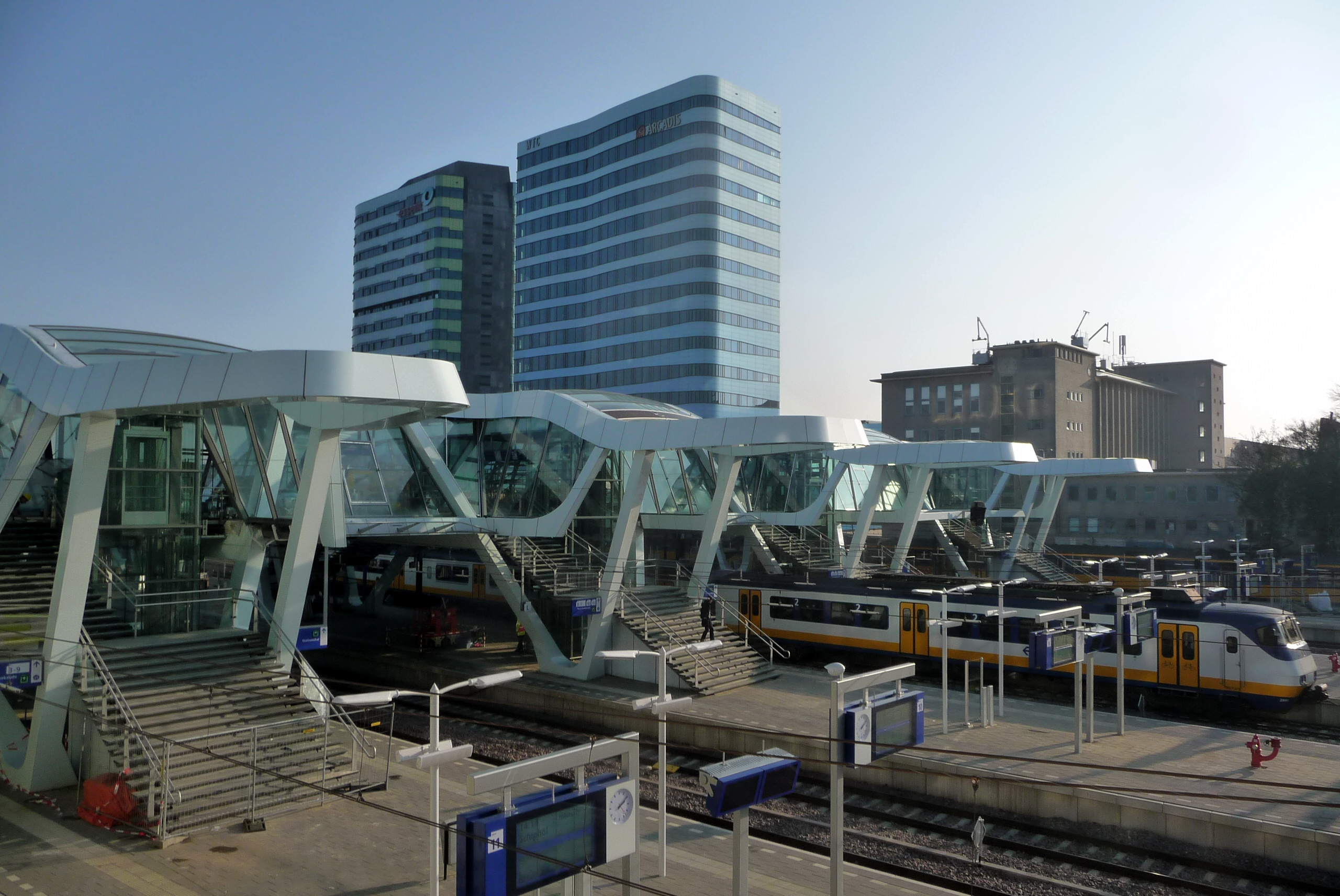
Arnhem Centraal vasútállomás